# Полікар
Полікар (ісп. Polícar) — муніципалітет в Іспанії, у складі автономної спільноти Андалусія, у провінції Гранада. Населення — 227 осіб (2010).
Муніципалітет розташований на відстані близько 350 км на південь від Мадрида, 33 км на схід від Гранади.

## Демографія
Динаміка населення (INE ):

## Галерея зображень

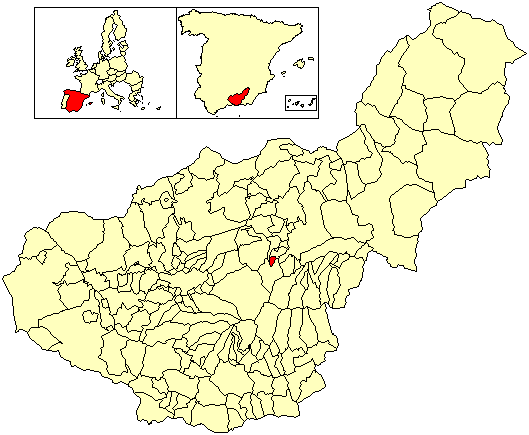
Розташування муніципалітету у провінції Гранада